# علي السيد عيسى
علي السيد عيسى هاشم (10 سبتمبر 1987) لاعب كرة قدم بحريني يلعب حاليا لصالح نادي الدرجة الأولى المالكية البحريني في مركز المهاجم من 2003 كما يجيد اللعب في مركز الوسط المهاجم.

## الإنجازات

### الرفاع
- كأس ملك البحرين (1): 2010